# Огородников, Николай Иванович
Николай Иванович Огородников (1919—1994) — майор внутренних войск, участник Великой Отечественной войны, Герой Советского Союза (1943).

## Биография
Николай Огородников родился 11 октября 1919 года в деревне Огородники (ныне — Красногорский район Удмуртии). С раннего возраста проживал в Кемеровской области, работал в колхозе, окончил животноводческие курсы. В 1939 году Огородников был призван на службу в Рабоче-крестьянскую Красную Армию. С августа 1941 года — на фронтах Великой Отечественной войны. В боях был ранен. В феврале 1943 года окончил Ярославское пулемётно-миномётное училище.
К сентябрю 1943 года старший лейтенант Николай Огородников командовал миномётной ротой 151-го стрелкового полка 8-й стрелковой дивизии 13-й армии Центрального фронта. Отличился во время битвы за Днепр. 24 сентября 1943 года Огородников в составе группы переправился через Днепр в районе села Навозы (ныне — Днепровское Черниговского района Черниговской области Украины) и принял активное участие в боях за захват и удержание плацдарма.
Указом Президиума Верховного Совета СССР от 16 октября 1943 года за «мужество и героизм, проявленные при форсировании Днепра» старший лейтенант Николай Огородников был удостоен высокого звания Героя Советского Союза с вручением ордена Ленина и медали «Золотая Звезда» за номером 2050.
4 августа 1944 года Огородников получил тяжёлое ранение. После окончания войны перешёл на службу во внутренние войска. В 1960 году в звании майора он вышел в отставку. Проживал и работал в городах Промышленная, Ленгер, Сквира. Умер 2 февраля 1994 года.
Был также награждён орденами Отечественной войны 1-й и 2-й степеней, орденом Красной Звезды и рядом медалей.

## Память
Решением Совета депутатов Красногорского района № 5 от 26 декабря 2008 года единственная улица родной для Николая Ивановича Огородникова деревни Огородники названа его именем.
Имя Николая Огородникова увековечено на стеле у Вечного огня в сквере Победы в Ижевске.
В связи с 75-летием Победы в Великой Отечественной войне и 100-летием со дня рождения Николая Ивановича Огородникова автономному образовательному учреждению «Красногорская гимназия» было присвоено имя Героя Советского Союза. 7 мая 2021 года на здании гимназии в его честь была установлена мемориальная доска.